# Phytoliriomyza fumicosta
Phytoliriomyza fumicosta är en tvåvingeart som först beskrevs av Malloch 1914.  Phytoliriomyza fumicosta ingår i släktet Phytoliriomyza och familjen minerarflugor. Inga underarter finns listade i Catalogue of Life.